# تربلاسکپدرو
تُرِبلاسکُپِدرو (به اسپانیایی: Torreblascopedro) یکی از دهستان‌های استان خائن در کشور اسپانیا است. این شهر با مساحت ۶۰ کیلومتر مربع، ۲۸۲۴ تن جمعیت دارد.